# Giacomo Zammattio
Giacomo Zammattio (Trst, 1862. – Trst, 1927.) bio je talijanski arhitekt koji je djelovao u Rijeci krajem 19. i početkom 20. stoljeća. 

## Životopis
Rođen je 1862. u Trstu. Arhitekturu je studirao u Beču kod profesora Heinricha von Ferstela. Nakon završetka studija vratio se u Trst, gdje je projektirao nekoliko stambenih zgrada i vlastitu rezidenciju, a poslije i zgradu Pomorske postaje (Stazione marittima), u suradnji s Umbertom Nordiom.
Godine 1883. došao je u Rijeku na poziv riječkog gradonačelnika Giovannija Ciotte radi nadzora nad gradnjom kazališta (Teatro Comunale). Ondje je ostao raditi sve do 1903. i osnovao vlastito poduzeće.
Njegova arhitektura ima obilježja kasnog historicizma. Poznat je po svojem urbanističkom planiranju ulica i oblikovanje uglovnica, često s kupolama. U riječkoj četvrti Dolcu projektirao je sedam stambenih zgrada za Roberta Whiteheada, vlasnika tvornice torpeda u Rijeci, uglovnicu za Riječku banku te Mušku građansku školu (1887.) i Žensku osmogodišnju školu (1887.). Autor je urbanističkog rješenja za četvrt Brajda, gdje je sagradio 12 stambenih zgrada. Među njegovim najznačajnijim djelima u Rijeci su: Casa Veneziana (1886.), Palača Ploech (1888.), Filodramatika (1889.) i mauzolej obitelji Whitehead (1905.).